# Polžanska vas
Polžanska vas je naselje v Občini Šmarje pri Jelšah.